# Gundam Build Fighters
Gundam Build Fighters (ガンダムビルドファイターズ?, Gandamu Birudo Faitāzu) è un anime di fantascienza del 2013. La serie è diretta da Kenji Nagasaki, mentre il manga è scritto da Yōsuke Kuroda di Mobile Suit Gundam 00. I direttori del design sono Kenichi Ohnuki e Suzuhito Yasuda. La serie venne all'inizio presentata con il nome di "1/144 Gundam Mobile" progetto Sunrise. È la prima serie Gundam che è andata in onda su TV Tokyo, dopo la fine del periodo decennale del franchise su MBS e TBS. A differenza di altri serie Gundam, Gundam Build Fighters si concentra sul modello Gunpla. La serie è stata ufficialmente svelata da Bandai il 2 luglio 2013, durante la conferenza stampa in diretta della serie come parte del 35º anniversario di Gundam nel 2014 e in anteprima su TXN il 7 ottobre 2013. 
Tre light novel sono state annunciate da Sunrise: la serie è pubblicata da Hobby Japan. Nel 2017 è stato pubblicato un'ONA intitolato Gundam Build Fighters: GM's Counterattack.

## Trama
La trama ruota intorno a Sei Iori, un giovane studente e Gunpla Builder, che sogna di diventare il miglior Gunpla Fighter nel torneo, e, un giorno, diventare bravo come suo padre. Nonostante sia solo un bambino, il suo talento come Builder è incredibile, tuttavia, la sua scarsa abilità come pilota lo ha condotto verso una lunga lista di sconfitte. Ma un giorno incontra uno strano ragazzo di nome Reiji, che lo aiuterà. Reiji gli dona un gioiello, promettendo che sarebbe giunto in suo aiuto se Sei Iori lo avesse desiderato ardentemente. Insieme entreranno nel mondo dei Gunpla Battle, e combatteranno usando il Gunpla personalizzato di Sei, il GAT-X105B Build Strike Gundam.

## Personaggi

### Iori Hobby Shop

I personaggi principali dell'anime nella sigla di apertura

- Rinko Iori (イオリ・リン子?, Iori Rinko)

Doppiata da: Kotono Mitsuishi
Rinko Iori è la madre di Sei Iori e l'attuale proprietaria dello Iori Hobby Shop.
- Sei Iori (イオリ・セイ?, Iori Sei)

Doppiato da: Mikako Komatsu
Gunpla principale : GAT-X105B/FP Build Strike Gundam Full Package; RX-178B Build Gundam Mk-II; GAT-X105B/ST Star Build Strike Gundam
Altro Gunpla: XXXG-01W Wing Gundam
Sei Iori è un ragazzo la cui famiglia gestisce nel distretto della Tokio immaginaria di Keyakigaoka (けやきが丘)  , lo Iori Hobby Shop ( イオリ模型 Iori Mokei ). Come suo padre, Takeshi è stato il primo runner-up al 2 ° torneo Gunpla . Sei Iori è dotato di uno straordinario talento nella costruzione dei kit Gunpla, ma è scarso nel volo. Per questo ha affidato a Reiji il compito di pilotare il suo Gunpla, mentre lui fornisce i dati di navigazione e le tattiche durante la battaglia. Il lavoro di squadra tra Sei e Reiji dà loro un vantaggio competitivo che li fa salire al rank 3 nel Championship .
- Aria von Reiji Asuna (アリーア・フォン・レイジ・アスナ?, Aria Fon Reiji Asuna)

Doppiato da: Sachi Kokuryu
Gunpla principale : GAT-X105B/FP Build Strike Gundam Full Package; RX-178B Build Gundam Mk-II; GAT-X105B/ST Star Build Strike Gundam
Altri Gunpla: RB-79 Ball; LM312V04 Victory Gundam; GPB-X80 Beginning Gundam
Reiji (レイジ?, Reiji) è un ragazzo misterioso dai capelli rossi. Incontra Sei in un parco e diventano amici. A Sei Iori confida che sarà sempre al suo fianco ogni volta che lo desidera. Durante una battaglia Gunpla , tra Sei Iora e Susumu Sazaki, Reiji appare improvvisamente e aiuta il Gunpla di Sei, conquistando una vittoria a sorpresa. Reiji mostra anche l'adattabilità a qualsiasi Gunpla, solo lui è in grado di sconfiggere il veterano Gunpla Fighters con appena un RB-79 Ball. Nonostante le sue abilità di pilotaggio naturali, Reiji non ha il concetto della vita quotidiana come frequentare una scuola o lavorare nel commercio. Si rivela a Sei Iori come un principe di un paese chiamato Arian, situato su un lontano pianeta. Un giorno, trova un tesoro che gli permette di viaggiare verso la Terra e viceversa .
- Takeshi Iori (イオリ・タケシ?, Iori Takeshi)

Doppiato da: Tokuyoshi Kawashima
Gunpla: RX-78-2 Gundam
Takeshi Iori è il padre di Sei Iori, è al runner-up che ha conquistato il 2º posto nel Gunpla championship di cinque anni fa. Ha lasciato il Giappone per promuovere nel mondo la Gunpla Battle, affidando il suo negozio a Rinko e Sei Iori. Takeshi attualmente viaggia intorno al mondo come arbitro ufficiale Gunpla Battle con il fine di intercettare attività illegali dello sport.
- Ramba Ral (ランバ・ラル?, Ranba Raru)

Doppiato da: Masashi Hirose
Gunpla: MS-07B Gouf
Ramba Ral è un residente locale . Ha una profonda conoscenza di Gunpla Battle e prova affetto per Rinko. Durante il suo tempo libero, Ral-San discute con alcuni veterani di Gunpla Fighters in un bar. Egli sembra essere molto ben conosciuto e rispettato nella comunità Gunpla.

### Seiho Academy
- China Kousaka (コウサカ・チナ?, Kōsaka China)

Doppiata da: Yui Ishikawa
Gunpla: KUMA-03 Beargguy III
China Kousaka è compagna di classe di Sei Iori e membro del comitato della scuola Seiho Academy (私立圣凤学园 Shiritsu Seiho Gakuen) . È anche pittrice di talento e membro del club di arte della scuola. Grazie ai suoi dipinti, ha vinto il primo premio in diverse mostre d'arte, il più recente dei quali ritrae il suo Gunpla : Bearguy III. Suo padre, nei pressi della scuola, gestisce il Cafe Restaurant Kousaka. Essendo una cara amica di Sei Iori, China sviluppa interesse per i Gunpla Battle. Ha una cotta per Sei Iori, e tutti, tranne Sei stesso, sembrano esserne a conoscenza. Lei mostra una certa gioia quando qualcuno li scambia per una coppia. Rinko spesso incoraggia China a fare la prima mossa e a confessare i suoi sentimenti per lui .
- Tatsuya Yuuki (ユウキ・タツヤ?, Yūki Tatsuya)

Doppiato da: Takuya Satō
Gunpla: MS-06R-AB Zaku Amazing; PPMS-18E Kämpfer Amazing; PPGN-001 Gundam Amazing Exia; PPGN-001 Gundam Exia Dark Matter
Tatsuya Yuuki è il presidente del consiglio degli studenti e capitano del club di modellismo. Ha vinto il precedente campionato giapponese, e, come Gunpla Fighter è superiore a Sei e Reiji . Le sue abilità di pilotaggio gli hanno valso il soprannome di "Crimson Comet" ( 紅の彗星 Kurenai no Suisei ). Affronta Sei e Reiji in una lotta non autorizzata Gunpla che termina con la distruzione di entrambi i Gunpla. In seguito a questa battaglia, Tatsuya riemerge al settimo Gunpla battle , con il nome di Meijin Kawaguchi.
- Monta Gonda (ゴンダ・モンタ?, Gonda Monta)

Doppiato da: Kenta Miyake
Gunpla: MRC-F20 Gold Sumo
Monta Gonda è un membro esecutivo del consiglio degli studenti. Grazie alle sue basette e alta statura, è spesso indicato dagli altri studenti come un "gorilla".
- Akemi Ohtake (オオタケ・アケミ?, Ōtake Akemi)

Doppiato da: Yuka Maruyama
Akemi Ohtake è un compagno di classe di China .
- Yukari Samejima (サメジマ・ユカリ?, Samejima Yukari)

Doppiato da: Chisato Mori
Yukari Samejima è un compagno di classe di China .

### Gunpla Fighters
- Ricardo Fellini (リカルド・フェリーニ?, Rikarudo Ferīni)

Doppiato da: Yūichi Nakamura
Gunpla: XXXG-01WF Wing Gundam Fenice; Gundam Fenice Rinascita
Ricardo Fellini è italiano, campione in carica di Gunpla Battle. Ricardo agisce come un allenatore e sparring partner per Reiji. Ricardo è un playboy, e talvolta nel corteggiare le donne, offre loro un Gunpla.
- Mao Yasaka (ヤサカ・マオ?, Yasaka Mao)

Doppiato da: Minami Fujii
Gunpla: GX-9999 Gundam X Maoh; XM-X9999 Crossbone Gundam Maoh
Mao Yasaka è un Gunpla Fighter di Kyoto. Ha acquisito le sue abilità presso la Scuola Shingyo di Gunpla, che spera di ereditare da Master Chinan. Come il suo maestro, ha sempre temuto il talento di Takeshi Iori. Mao viene inviato a Tokyo per sfidare il figlio di Takeshi, Sei Iori, e scoprire la vastità del mondo Gunpla. Inizialmente intenzionato a diventare il rivale di Sei, i due diventano subito amici, e provano grande rispetto l'uno per l'altro. È in grado di usare senza difficoltà  l'Hyper Satellite Cannon del suo Gundam X Maoh.
- Nils Nielsen (ニルス・ニールセン?, Nirusu Nīrusen)

Doppiato da: Shinnosuke Tachibana
Gunpla principali: Sengoku Astray Gundam
Altri Gunpla: MSN-00100 Hyaku Shiki; Fuunsaiki
Nils Nielsen è un ragazzo americano di 13 anni, anche lui Gunpla Fighter. È figlio di un detective di fama mondiale. A Nils è stato dato il soprannome di "Genius precoce" ( アーリージーニアス ARI Jīniasu ) grazie alle sue tre lauree di ricerca in fisica, così come cintura nera di karate e judo.  È soprannominato anche "Samurai Boy" ( サムライボーイ Samurai Boi ) grazie all'abito tradizionale giapponese che indossa in battaglia. Nils partecipa al torneo Gunpla battle per svelare i segreti che si celano dietro le particelle Plavsky, utilizzabili in diverse applicazioni scientifiche.
- Aila Jyrkiainen (アイラ・ユルキアイネン?, Aira Yurukiainen)

Doppiata da: Saori Hayami
Gunpla principali: NMX-004 Qubeley Papillon; AC-01 Miss Sazabi
Altri Gunpla: AMX-004G Qubeley Mass Production Type; RGM-89 Jegan; SDV-04 Command Gundam
Aila Jyrkiäinen è una ragazza finlandese, ha 14 anni, è una Gunpla Fighter ma prova odio verso il gioco dei Gunpla, infatti combatte solo perché non vuole ritornare alla sua vecchia vita. Prima di diventare una Gunpla Fighter, Aila conduceva una vita da senzatetto, non ha genitori ne altri parenti, è stata presa in custodia dall'istituto Flana dopo aver scoperto la sua abilità, ovvero quella di prevedere i movimenti, o addirittura la vittoria di un Gunpla tramite il movimento delle particelle Plavsky. Sconfigge facilmente l'ex campione del torneo mondiale: Carlos Kaiser. Sembra avere una cotta per Reiji

## Musiche
| Opening                                                                                      | Ending |
| -------------------------------------------------------------------------------------------- | --- |
| Gundam Build Fighters                                                                        | |
| - "Nibun no Ichi" dei Back-On (episodi 1–13) - "wimp" dei Back-On (episodi 14-26)            | - "Reality" di AiRI (episodi 1–13) - "Han Pan Supiritto" di Hyadain (episodi 14-25)                              |
| Gundam Build Fighters Try                                                                    | |
| - "Cerulean" dei Back-On (episodi 1–13) - "Just Fly Away" degli Edge of Life (episodi 14-25) | - "Amazing the World" degli Screen Mode (episodi 1–13) - "Mayonoma Compass wa Iranai" di StylipS (episodi 14-25) |